# Захаров Антон Сергійович
Антон Сергійович Захаров (нар. 13 лютого 1986) — український стрибун у воду. Він змагався за Україну на літніх Олімпійських іграх 2004, 2008 та 2012 років.

## Кар'єра
На літніх Олімпійських іграх 2004 року він брав участь як в індивідуальних стрибках із вишки з 10 м, так і в синхронних стрибках з 10 м вишки, тоді як на літніх Олімпійських іграх 2008 та 2012 рр. він брав участь лише в особистих змаганнях. Його найкращий олімпійський результат був четвертим у синхронних стрибках із Романом Володьковим у 2004 році.